# Universidade Federal, Dutsin-Ma
A Universidade Federal de Dutsin-Ma foi estabelecida pela administração do ex-presidente Goodluck Ebele Jonathan. Foi fundada em fevereiro de 2011.